# (189035) Michaelsummers
(189035) Michaelsummers est un astéroïde de la ceinture principale.

## Description
(189035) Michaelsummers est un astéroïde de la ceinture principale. Il fut découvert le 5 février 2000 à Kitt Peak par Marc William Buie. Il présente une orbite caractérisée par un demi-grand axe de 3,17 UA, une excentricité de 0,20 et une inclinaison de 26,8° par rapport à l'écliptique.